# Magritte (cratère)
Magritte est un cratère d'impact présent sur la surface de Mercure. 
Le cratère fut ainsi nommé par l'Union astronomique internationale en 2012 en hommage au peintre surréaliste belge René Magritte. 
Son diamètre est de 149 km. Il se situe dans le quadrangle de Bach (quadrangle H-15) de Mercure.